# Die ledige Frau
Die ledige Frau ist ein kurzes deutsches Stummfilm-Verwechslungslustspiel aus dem Jahre 1917 von Rudolf del Zopp mit dem Ehepaar Hanne Brinkmann und Reinhold Schünzel in den Hauptrollen.

## Handlung
Helene Hiller weilt gerade bei ihrer Freundin Thea Reimers zu Besuch, da schmachtet sie ein schüchterner Jüngling an, der sich als Herr von Radwitz vorstellt. Thea will diesem einen Streich spielen und stellt Helene als „Frau Reimers“ vor. Wenig später weiht Thea ihren Gatten von ihrer geplanten Posse ein, woraufhin Herr Reimers den ihm bekannten Radwitz wiederum einlädt. In Gegenwart des Gastes tauscht das echte Ehepaar Reimers Zärtlichkeiten aus, sodass Radwitz annehmen muss, dass Reimers seine angebliche Ehefrau, die aber in Wahrheit natürlich Helene Hiller ist, betrügt. Dies ist der Startschuss für Radwitzens Eigeninitiative, denn nun sieht er für sich seinerseits freie Bahn, sich um die Gunst Helenes alias die der betrogenen „Frau Reimers“ zu werben. Auf diese Weise finden die beiden einsamen Herzen zueinander.

## Produktionsnotizen
Die ledige Frau passierte die Filmzensur im Juli 1917 und wurde wenig später uraufgeführt. Die Länge des Einakters betrug 435 Meter.